# Mary Chase Perry Stratton

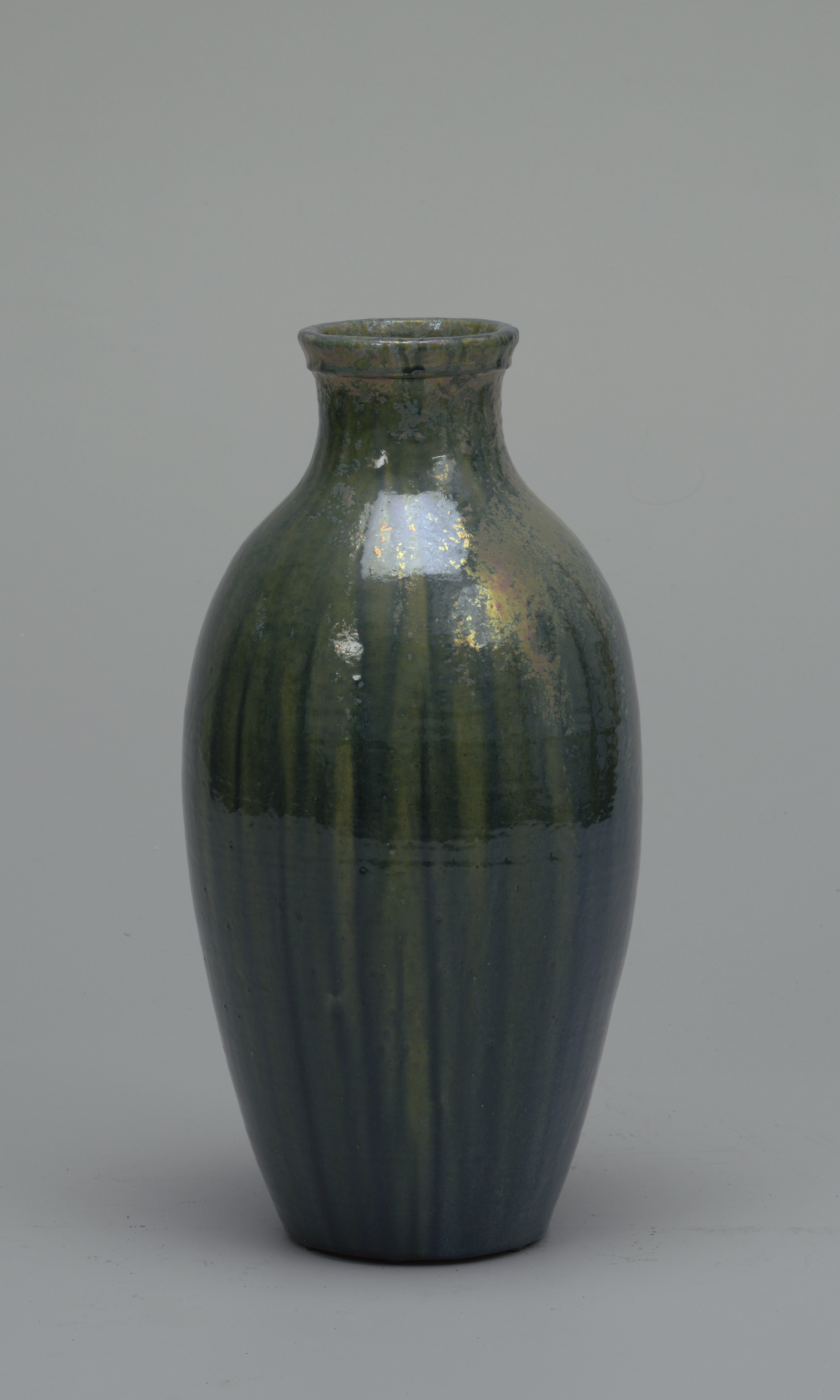
Vase von Mary Chase Perry Stratton, 1909/1915. Cooper Hewitt, Smithsonian Design Museum

Mary Chase Perry Stratton (* 15. März 1867 in Hancock, Michigan; † 15. April 1961 in Detroit, Michigan) war eine US-amerikanische Keramikkünstlerin, Mitbegründerin der Pewabic Pottery und eine bedeutende Vertreterin der Arts-and-Crafts-Bewegung in den Vereinigten Staaten.

## Leben
Mary Chase Perry wurde 1867 in Hancock geboren. Nach dem Tod ihres Vaters 1877 zog die Familie zunächst nach Ann Arbor und später nach Detroit. Dort besuchte sie die Kunstschule des Detroit Institute of Arts  und studierte anschließend an der Art Academy of Cincinnati bei Louis Rebisso. Weitere Studien führten sie an die Alfred University in New York. In Detroit begann sie mit der Porzellanmalerei und arbeitete mit Horace James Caulkins, einem Entwickler von Keramiköfen, zusammen. 1903 gründeten die beiden die Pewabic Pottery in einer ehemaligen Wagenremise in Detroit. 1907 zog die Firma in ein neues Gebäude an der Jefferson Avenue, das der Architekt William Buck Stratton entworfen hatte. 1918 heiratete sie Stratton.
Mary Chase Perry Stratton war bekannt für ihre innovativen Glasuren, insbesondere die irisierenden Glasuren, die der Pewabic-Keramik ihren charakteristischen Glanz verleihen. Ihre Arbeiten umfassen dekorative Fliesen, Vasen und Architekturkeramik. Zu ihren wichtigsten Aufträgen gehörten Installationen in der Detroit Public Library, der Cathedral of St. John the Divine in New York und dem National Shrine of the Immaculate Conception in Washington. Sie gründete die Keramikabteilung der University of Michigan und lehrte an der Wayne State University in Detroit. Im Jahr 1947 erhielt sie die Charles Fergus Binns Medal, die höchste Auszeichnung auf dem Gebiet der amerikanischen Keramik.